# Filandre pàl·lid
El filandre pàl·lid (Philander pallidus) és una espècie de marsupial de l'ordre dels didelfimorfs. Viu al sud de Mèxic, Belize i El Salvador. En comparació amb el filandre cuanegre (P. melanurus), que és el seu parent més proper, té el pelatge més clar i la punta blanca de la cua és més llarga. No se n'ha trobat cap exemplar amb la cua completament fosca.